# Föld és ég
Föld és ég é terceiro álbum da banda húngara de rock sinfônico After Crying, lançado em 1994 pela Periferic. Caracterizado por uma maior influência do rock após a entrada do guitarrista Ferenc Torma, é o último álbum com a presença do membro fundador Csaba Vedres.

## Faixas
| N.º            | Título                   | Música                                                    | Duração |  |
| 1.             | "Manticore érkezése I"   | Vedres, Winkler                                           | 1:50    |  |
| 2.             | "Manticore érkezése II"  | Egervári, Gacs, Pejtsik, Winkler                          | 6:37    |  |
| 3.             | "Enigma"                 | Egervari, Winkler                                         | 1:25    |  |
| 4.             | "Rondo"                  | Vedres                                                    | 3:40    |  |
| 5.             | "Zene Gitárra"           | Torma                                                     | 3:20    |  |
| 6.             | "Leltár"                 | Vedres                                                    | 4:02    |  |
| 7.             | "Júdás"                  | Egervári, Gacs, Görgényi, Pejtsik, Torma, Vedres, Winkler | 9:40    |  |
| 8.             | "Cisz-Dór koncertetüd"   | Vedres                                                    | 3:22    |  |
| 9.             | "Puer Natus in Betlehem" | Vedres                                                    | 6:02    |  |
| 10.            | "Bár éjszaka van"        | Egervári, Gacs, Pejtsik, Torma, Vedres                    | 7:06    |  |
| 11.            | "Kétezer év"             | Egervári, Gacs, Görgényi, Pejtsik, Torma, Vedres          | 13:20   |  |
| Duração total: | Duração total:           | Duração total:                                            | 60:24   |  |

## Integrantes
- Csaba Vedres – piano
- Péter Pejtsik – violoncelo, baixo
- Balázs Winkler – trompete
- László Gacs – bateria
- Gábor Egervári – flauta
- Ferenc Torma – guitarra